# Casa Veche
Casa Veche – wieś w Rumunii, w okręgu Vâlcea, w gminie Olanu. W 2011 roku liczyła 706 mieszkańców.